# Mortes em março de 2016
Mortes em 2016: ← Janeiro – Fevereiro – Março – Abril – Maio – Junho – Julho – Agosto – Setembro – Outubro – Novembro – Dezembro →
Esta é uma relação de pessoas notáveis que morreram durante o mês de março de 2016, listando nome, nacionalidade, ocupação e ano de nascimento.

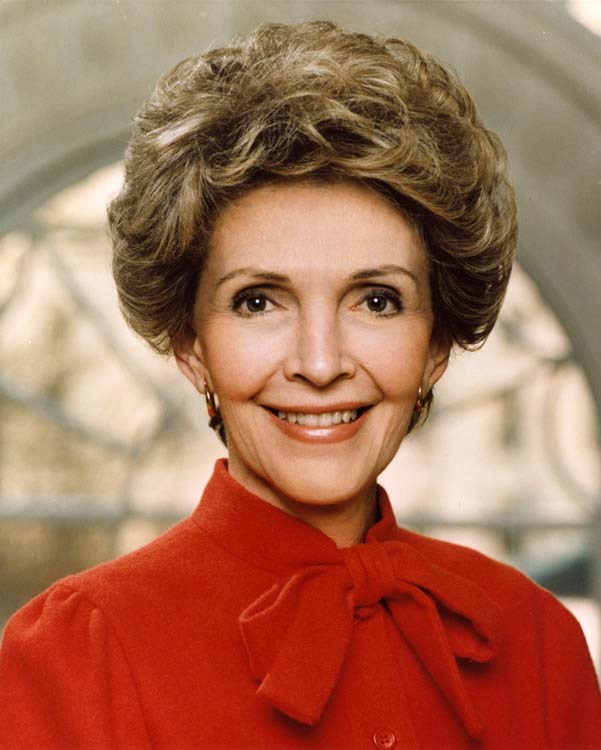
Nancy Reagan, atriz e ex-primeira-dama dos Estados Unidos

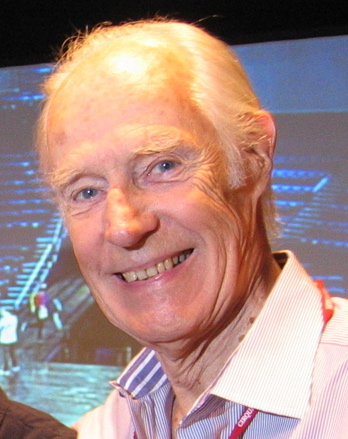
George Martin, produtor musical, arranjador e compositor britânico

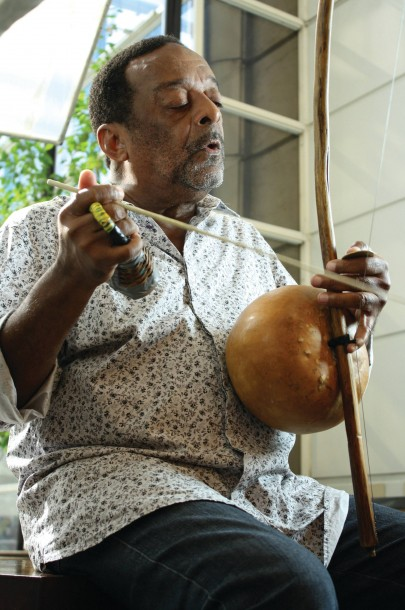
Naná Vasconcelos, músico brasileiro

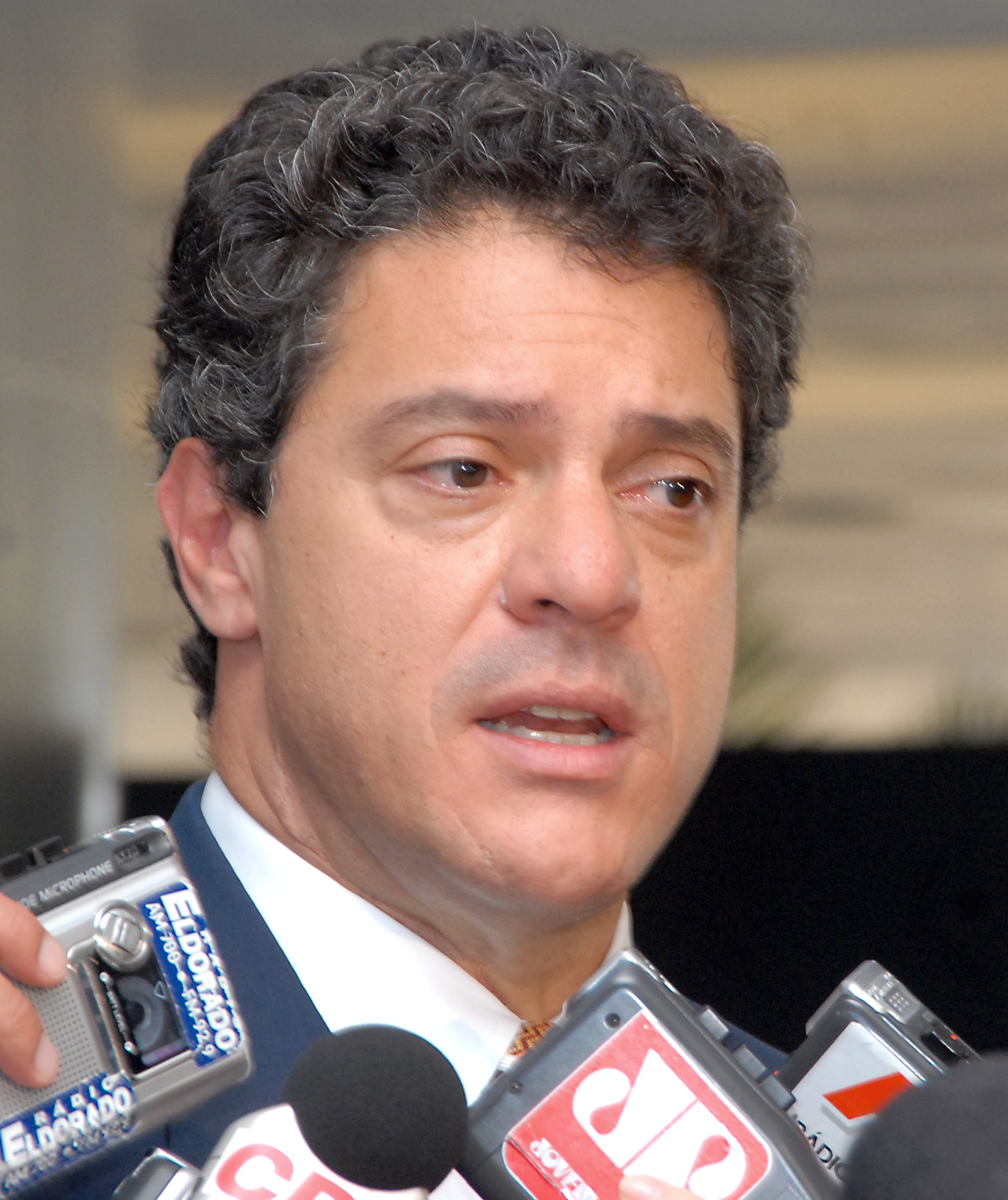
Roger Agnelli, empresário brasileiro

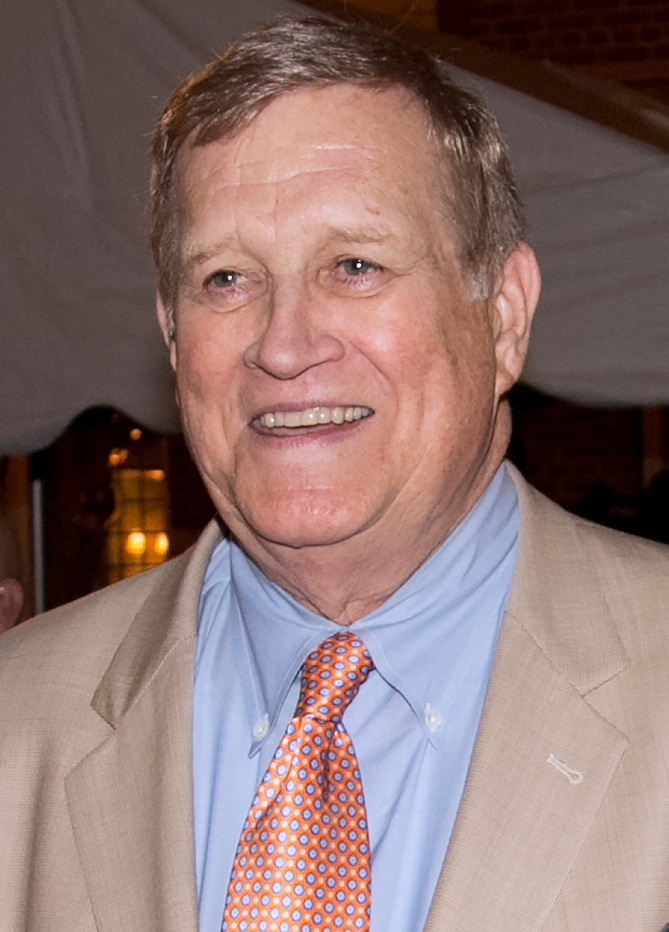
Ken Howard, ator estadunidense

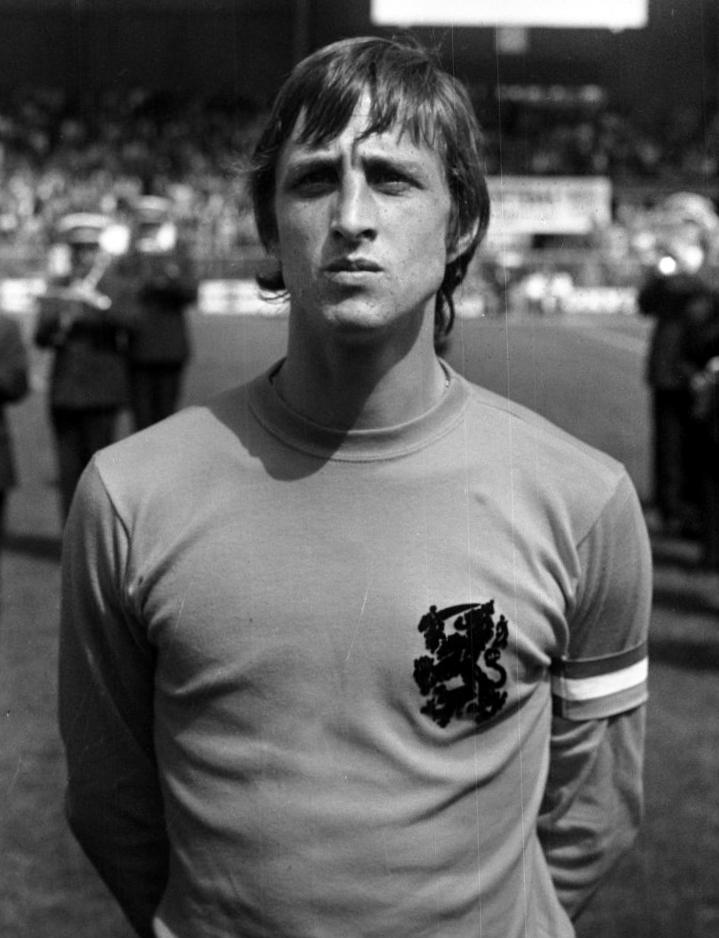
Johan Cruijff, futebolista e treinador neerlandês

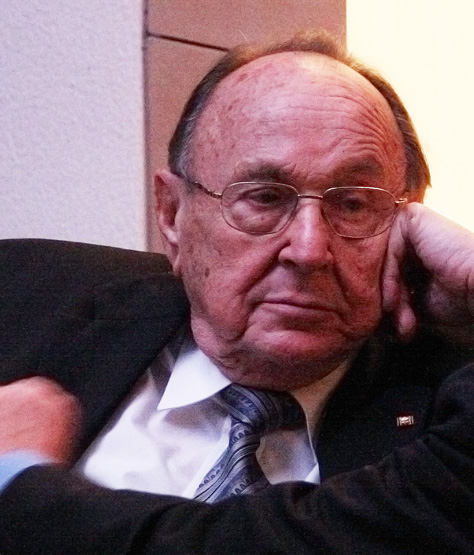
Hans-Dietrich Gensher, político alemão

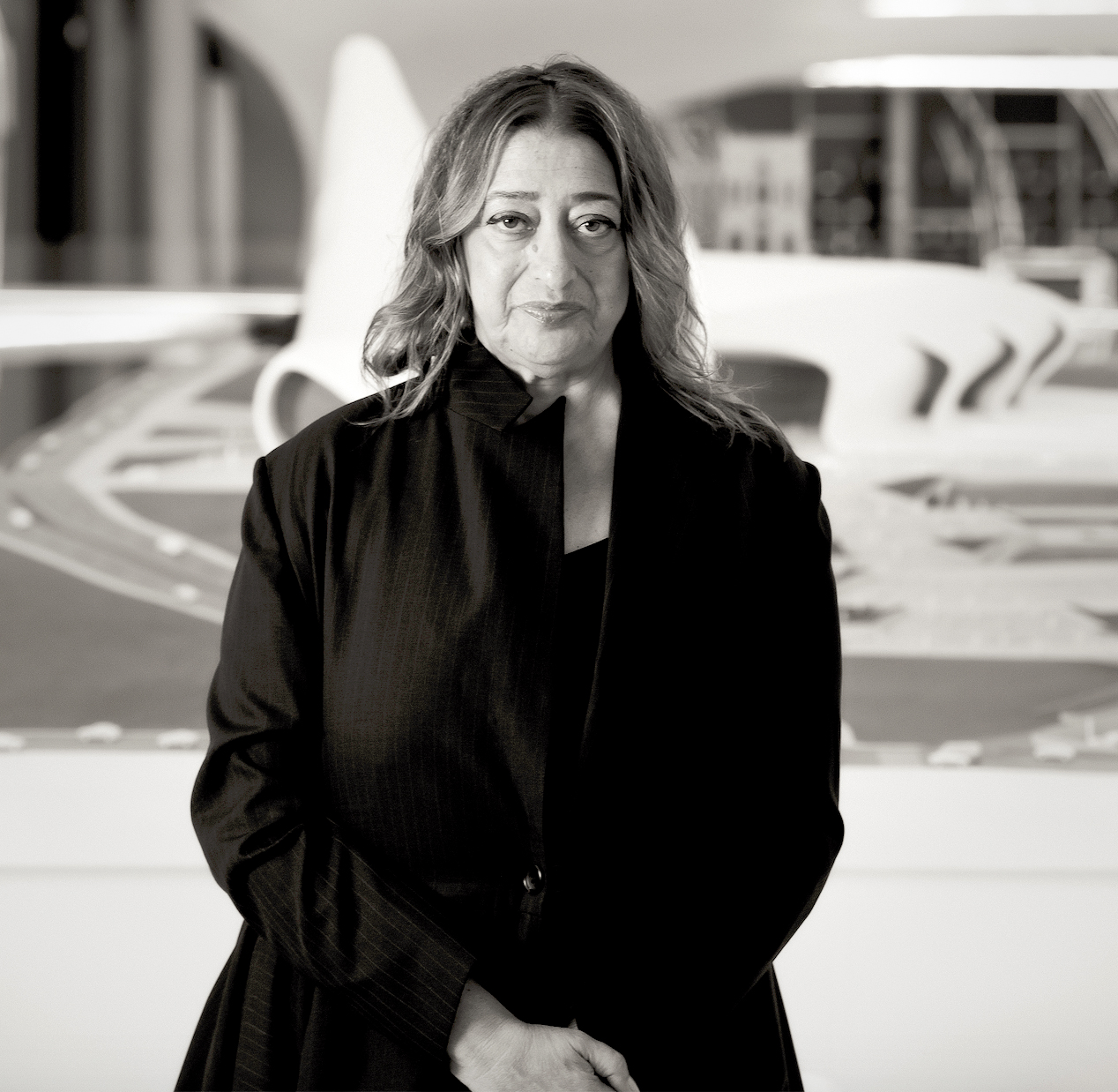
Zaha Hadid, arquiteta iraquiana-britânica

| Dia | Nome                                | Profissão ou motivo de reconhecimento                | Nacionalidade            | Ano de nasc. | Ref                  |
| --- | ----------------------------------- | ---------------------------------------------------- | ------------------------ | ------------ | -------------------- |
| 1   | Leonardo Pereira da Silva           | Futebolista                                          | Brasil                   | 1974         | [ 1 ]                |
| 1   | Ilir Hoti                           | Economista e banqueiro                               | Albânia                  | 1957         | [ 2 ]                |
| 1   | Jorge Sequerra                      | Ator                                                 | Portugal                 | 1958         | [ 3 ]                |
| 1   | Ítalo Estupiñán                     | Futebolista                                          | Equador                  | 1952         | [ 4 ]                |
| 1   | Severino Filho                      | Músico, arranjador e instrumentista                  | Brasil                   | 1928         | [ 5 ] [ 6 ]          |
| 2   | Allan Michaelsen                    | Futebolista                                          | Dinamarca                | 1947         | [ 7 ]                |
| 2   | Noémia Delgado                      | Cineasta                                             | Portugal                 | 1933         | [ 8 ]                |
| 2   | Franz Czeisler                      | Ilusionista e empresário circense                    | Hungria                  | 1916         | [ 9 ]                |
| 3   | Thanat Khoman                       | Diplomata e político                                 | Tailândia                | 1914         | [ 10 ]               |
| 3   | Berta Cáceres                       | Ativista ambiental e líder indígena                  | Honduras                 | 1973         | [ 11 ]               |
| 3   | Tome Serafimovski                   | Escultor                                             | Macedônia do Norte       | 1935         | [ 12 ]               |
| 4   | Bud Collins                         | Jornalista e apresentador                            | Estados Unidos           | 1929         | [ 13 ] [ 14 ]        |
| 4   | Pat Conroy                          | Escritor                                             | Estados Unidos           | 1945         | [ 15 ]               |
| 4   | Ekrem Jevrić                        | Cantor e músico                                      | Montenegro               | 1961         | [ 16 ]               |
| 4   | Joseph Rwegasira                    | Político e diplomata                                 | Tanzânia                 | 1935         | [ 17 ]               |
| 5   | Hassan al-Turabi                    | Religioso islâmico                                   | Sudão                    | 1932         | [ 18 ]               |
| 5   | Domício Costa                       | Ator e dublador                                      | Brasil                   | 1928         | [ 19 ]               |
| 5   | Nikolaus Harnoncourt                | Maestro                                              | Alemanha/ Áustria        | 1929         | [ 20 ]               |
| 5   | Caesar Belser                       | Jogador de futebol americano                         | Estados Unidos           | 1944         | [ 21 ]               |
| 6   | Ray Tomlinson                       | Programador                                          | Estados Unidos           | 1941         | [ 22 ]               |
| 6   | Nancy Davis Reagan                  | Atriz e primeira-dama                                | Estados Unidos           | 1921         | [ 23 ]               |
| 6   | Paolo Giglio                        | Bispo                                                | Malta                    | 1927         | [ 24 ]               |
| 8   | George Martin                       | Produtor musical, arranjador e compositor            | Reino Unido              | 1926         | [ 25 ]               |
| 9   | Naná Vasconcelos                    | Músico                                               | Brasil                   | 1944         | [ 26 ]               |
| 9   | Clyde Lovellette                    | Jogador de basquete                                  | Estados Unidos           | 1929         | [ 27 ]               |
| 9   | Jon English                         | Ator, cantor, músico e compositor                    | Reino Unido/ Austrália   | 1949         | [ 28 ]               |
| 9   | Frei Antônio Moser                  | Padre                                                | Brasil                   | 1939         | [ 29 ]               |
| 10  | Ken Adam                            | Piloto e diretor de arte                             | Alemanha/ Reino Unido    | 1921         | [ 30 ]               |
| 10  | Roberto Perfumo                     | Futebolista                                          | Argentina                | 1942         | [ 31 ]               |
| 10  | Keith Emerson                       | Músico                                               | Reino Unido              | 1944         | [ 32 ]               |
| 11  | Iolanda Balaş                       | Atleta de salto em altura                            | Roménia                  | 1936         | [ 33 ]               |
| 11  | Vasco Nunes                         | Cineasta                                             | Portugal                 | 1974         | [ 34 ]               |
| 11  | Geoffrey Eglinton                   | Químico                                              | Reino Unido              | 1927         | [ 35 ]               |
| 12  | Mohammed Khalfan Bin Kharbash       | Político                                             | Emirados Árabes Unidos   | 1956         | [ 36 ]               |
| 12  | Berto Filho                         | Apresentador e jornalista                            | Brasil                   | 1940         | [ 37 ]               |
| 12  | Lloyd Shapley                       | Economista e matemático                              | Estados Unidos           | 1923         | [ 38 ]               |
| 13  | Hilary Putnam                       | Filósofo                                             | Estados Unidos           | 1926         | [ 39 ]               |
| 14  | Peter Maxwell Davies                | Maestro e compositor                                 | Reino Unido              | 1934         | [ 40 ]               |
| 14  | Nicolau Breyner                     | Ator e humorista                                     | Portugal                 | 1940         | [ 41 ]               |
| 14  | Abu Omar al-Shishani                | Militar                                              | Geórgia                  | 1986         | [ 42 ]               |
| 14  | John Werner Cahn                    | Químico                                              | Alemanha/ Estados Unidos | 1928         | [ 43 ]               |
| 14  | Ahmed Baba Miské                    | Político, escritor e diplomata                       | Mauritânia               | 1935         | [ 44 ]               |
| 15  | Seru Rabeni                         | Jogador de rugby                                     | Fiji                     | 1978         | [ 45 ]               |
| 15  | John Ene Okon                       | Futebolista e treinador                              | Nigéria                  | 1969         | [ 46 ]               |
| 15  | Thanh Tùng                          | Compositor                                           | Vietname                 | 1948         | [ 47 ]               |
| 15  | Príncipe Mfanasibili da Suazilândia | Príncipe                                             | Essuatíni                | 1938         | [ 48 ]               |
| 16  | Frank Sinatra Jr.                   | Cantor e ator                                        | Estados Unidos           | 1944         | [ 49 ]               |
| 16  | Wilson Ndolo Ayah                   | Político                                             | Quênia                   | 1932         | [ 50 ]               |
| 17  | Solomon Marcus                      | Matemático                                           | Roménia                  | 1925         | [ 51 ]               |
| 17  | Gaúcho                              | Futebolista e treinador                              | Brasil                   | 1964         | [ 52 ]               |
| 17  | Larry Drake                         | Ator                                                 | Estados Unidos           | 1950         | [ 53 ]               |
| 18  | Guido Westerwelle                   | Político                                             | Alemanha                 | 1961         | [ 54 ]               |
| 18  | José Carlos Avellar                 | Crítico e ensaísta                                   | Brasil                   | 1936         | [ 55 ]               |
| 19  | Roger Agnelli                       | Empresário                                           | Brasil                   | 1959         | [ 56 ]               |
| 19  | Wong Lam                            | Político                                             | Hong Kong                | 1919         | [ 57 ]               |
| 20  | Anker Jørgensen                     | Político                                             | Dinamarca                | 1922         | [ 58 ]               |
| 21  | Andrew Grove                        | Engenheiro e empresário                              | Hungria/ Estados Unidos  | 1936         | [ 59 ]               |
| 21  | Peter Brown                         | Ator                                                 | Estados Unidos           | 1935         | [ 60 ]               |
| 22  | Pedro Weber                         | Ator                                                 | México                   | 1933         | [ 61 ]               |
| 22  | Nenê Felão                          | Futebolista                                          | Brasil                   | 1963         | [ 62 ]               |
| 22  | James M. Robinson                   | Estudioso                                            | Estados Unidos           | 1924         | [ 63 ]               |
| 22  | Harold Morowitz                     | Biofísico                                            | Estados Unidos           | 1927         | [ 64 ]               |
| 22  | Rob Ford                            | Empresário, político e ex-prefeito de Toronto        | Canadá                   | 1969         | [ 65 ]               |
| 23  | Phife Dawg                          | Rapper                                               | Estados Unidos           | 1970         | [ 66 ]               |
| 23  | Ken Howard                          | Ator                                                 | Estados Unidos           | 1944         | [ 67 ]               |
| 24  | Johan Cruijff                       | Futebolista e treinador                              | Países Baixos            | 1947         | [ 68 ] [ 69 ]        |
| 24  | Daniel Lobo                         | Ator                                                 | Brasil                   | 1973         | [ 70 ]               |
| 24  | Garry Shandling                     | Comediante, ator e escritor                          | Estados Unidos           | 1949         | [ 71 ]               |
| 24  | Roger Cicero                        | Cantor de jazz                                       | Alemanha                 | 1970         | [ 72 ]               |
| 25  | Abu Ala al-Afri                     | Vice-líder do Estado Islâmico do Iraque e do Levante | Iraque                   | 1957         | [ 73 ]               |
| 25  | Raúl Cárdenas                       | Futebolista e treinador                              | México                   | 1928         | [ 74 ]               |
| 27  | Vince Boryla                        | Jogador e treinador de basquete                      | Estados Unidos           | 1927         | [ 75 ]               |
| 28  | Gilson Alvaristo                    | Ciclista                                             | Brasil                   | 1956         | [ 76 ]               |
| 29  | Patty Duke                          | Atriz                                                | Estados Unidos           | 1946         | [ 77 ]               |
| 29  | Nil Hilevich                        | Poeta                                                | Bielorrússia             | 1931         | [ 78 ]               |
| 31  | Imre Kertész                        | Escritor                                             | Hungria                  | 1929         | [ 79 ] [ 80 ]        |
| 31  | Douglas Wilmer                      | Ator                                                 | Reino Unido              | 1920         | [ 81 ]               |
| 31  | Zaha Hadid                          | Arquiteta                                            | Iraque/ Reino Unido      | 1950         | [ 82 ]               |
| 31  | Gheorghe Vrabie                     | Artista                                              | Moldávia                 | 1939         | [ 83 ]               |
| 31  | Fernando Mendes                     | Futebolista e treinador                              | Portugal                 | 1937         | [ 84 ] [ 85 ] [ 86 ] |
| 31  | Georges Marie Martin Cottier        | Cardeal                                              | Suíça                    | 1922         | [ 87 ]               |
| 31  | Hans-Dietrich Genscher              | Político                                             | Alemanha                 | 1927         | [ 88 ]               |
| 31  | Bertil Roos                         | Automobilista                                        | Suécia                   | 1943         | [ 89 ]               |